# Bracca scissa
Bracca scissa là một loài bướm đêm trong họ Geometridae.